# Fluornatropiroclor
El fluornatropiroclor és un mineral de la classe dels òxids que pertany al grup del piroclor.

## Característiques
El fluornatropiroclor és un òxid de fórmula química (Na,Pb,Ca,REE,U)₂Nb₂O₆F. Va ser aprovada com a espècie vàlida per l'Associació Mineralògica Internacional l'any 2013, sent publicada per primera vegada el 2015. Cristal·litza en el sistema isomètric. La seva duresa a l'escala de Mohs oscil·la entre 4 i 4,5.
L'exemplar que va servir per a determinar l'espècie, el que es coneix com a material tipus, es troba conservat a la col·lecció mineralògica del Museu Geològic de la Xina, a Beijing (República Popular de la Xina), amb el número d'exemplar: m12183.

## Formació i jaciments
Va ser descoberta a la República Popular de la Xina, concretament a la intrusió de Boziguoer, situada al comtat de Baicheng, dins la prefectura d'Akesu (Xinjiang). També ha estat descrita en altres indrets del país, així com a Mongòlia, Rússia, el Canadà, Angola, Madagascar, Portugal, Alemanya i Hongria,